# Crassula mollis
Crassula mollis är en fetbladsväxtart som beskrevs av Carl Peter Thunberg. Crassula mollis ingår i släktet krassulor, och familjen fetbladsväxter. Inga underarter finns listade i Catalogue of Life.